# Kunstrijden op de Olympische Winterspelen 1972
Het kunstrijden is een van de sporten die beoefend werden tijdens de Olympische Winterspelen 1972 in Sapporo. Het was de dertiende keer dat het kunstrijden op het olympische programma stond. In 1908 en 1920 stond het op het programma van de Olympische Zomerspelen. De wedstrijden vonden plaats van 4 tot en met 11 februari op het kunstijs in de Mikado-ijshal (verplichte kür) en in de Makomanai-ijshal (vrije kür).
In totaal namen 67 deelnemers (32 mannen en 35 vrouwen) uit achttien landen deel aan deze editie.
De goudenmedaillewinnaar bij de mannen, de Tsjech Ondrej Nepela, en de Hongaarse Zsuzsa Almássy waren de enige deelnemers die voor de derde keer deelnamen. Zeven mannen, zeven vrouwen, één paar en paarrijder Herbert Wiesinger (in 1968 met Marianne Streifler, dit jaar met Almut Lehmann) namen voor de tweede keer deel. De Amerikaan Kenneth Shelley nam solo en bij de paren deel.
Net als bij de Spelen van 1968 veroverde de Fransman Patrick Péra de bronzen medaille bij de mannen.

## Uitslagen
| Eindrangschikking |
| --- |
| Elk van de negen juryleden rangschikte de deelnemer van plaats 1 tot en met de laatste plaats. Deze plaatsing geschiedde op basis van het toegekende puntentotaal door het jurylid gegeven. De uiteindelijke rangschikking geschiedde bij een meerderheidsplaatsing (r/m). Wanneer een deelnemer als enige bij meerderheid als eerste was gerangschikt, kreeg hij de eerste plaats toebedeeld. Vervolgens werd voor elke volgende positie deze procedure herhaald, waarbij het aantal plaatsingen voor die positie werd bepaald door het aantal keren dat diezelfde positie of hogere positie werd behaald (dus, voor plaats 2 telden alle top 2 plaatsen, voor plaats 3 alle top 3 plaatsen, enz.). Wanneer geen meerderheidsplaatsing kon worden bepaald dan werd de procedure voor de volgende positie ingezet. Wanneer meerdere deelnemers een gelijk aantal meerderheidsplaatsingen hadden dan waren de beslissende factoren: 1) de laagste som van de meerderheidsplaatsingen (pc/rm), 2) laagste som van plaatsingcijfers van alle juryleden (pc/9), 3) totaal behaalde punten, 4) punten behaald in de verplichte kür. |

### Mannen
Op 8 en 9 (verplichte kür) en 11 februari (vrije kür) streden zeventien mannen uit tien landen om de medailles.
r/m = rangschikking bij meerderheid, pc/rm = som van de meerderheidsplaatsingen, pc/9 = som plaatsingcijfers van alle negen juryleden (vet = beslissingsfactor)
| rang   | sporter(s)            | land | r/m                                | pc/rm | pc/9  | punten |
| ------ | --------------------- | ---- | ---------------------------------- | ----- | ----- | ------ |
| Goud   | Ondrej Nepela         | TCH  | 9x1 (1-1-1-1-1-1-1-1-1)            | 9     | 9     | 2739,1 |
| Zilver | Sergej Tsjetveroechin | URS  | 7x2 (3-2-3-2-2-2-2-2-2)            | 14    | 20    | 2672,4 |
| Brons  | Patrick Péra          | FRA  | 8x3 (2-3-2-3-3-3-3-6-3)            | 22    | 28    | 2653,1 |
| 4      | Kenneth Shelley       | USA  | 8x5 (5-5-4-5-5-5-4-3-7)            | 36    | 43    | 2596,0 |
| 5      | John Misha Petkevich  | USA  | 6x5 (4-6-5-8-6-4-5-4-5)            | 27    | 47    | 2591,5 |
| 6      | Jan Hoffmann          | GDR  | 5x6 (9-4-8-7-4-6-6-7-4)            | 24    | 55    | 2567,6 |
| 7      | Haig Oundjian         | GBR  | 7x7 (7-7-7-6-7-7-7-9-8)            | 48    | 65    | 2538,8 |
| 8      | Vladimir Kovalev      | URS  | 5x9 (10-11-10-9-10-8-8-8-6)        | 39    | 80    | 2521,6 |
| 9      | Toller Cranston       | CAN  | 9x10 (8-8-6-10-9-10-10-10-9,5)     | 80,5  | 80,5  | 2517,2 |
| 10     | John Curry            | GBR  | 7x11 (6-9-11-4-8-11-13-12-11)      | 60    | 85    | 2512,2 |
| 11     | Gordie McKellen       | USA  | 5x10 (12-10-9-11-12-9-9-5-12)      | 42    | 89    | 2511,0 |
| 12     | Joeri Ovtsjinnikov    | URS  | 8x12 (11-12-12-12-13-12-12-11-9,5) | 91,5  | 104,5 | 2477,5 |
| 13     | Didier Gailhaguet     | FRA  | 8x13 (13-13-14-13-11-13-11-13-13)  | 100   | 114   | 2440,9 |
| 14     | Jacques Mrozek        | FRA  | 8x14 (14-14-13-14-14-14-14-15-14)  | 111   | 126   | 2401,3 |
| 15     | Günter Anderl         | AUT  | 6x15 (16-15-16-15-15-15-15-16-15)  | 90    | 138   | 2313,6 |
| 16     | Yutaka Higuchi        | JPN  | 9x16 (15-16-15-16-16-16-16-14-16)  | 140   | 140   | 2309,7 |
| 17     | Gheorghe Fazekaş      | ROU  | - (17-17-17-17-17-17-17-17-17)     | 153   | 153   | 2094,0 |

### Vrouwen
Op 4 en 5 (verplichte kür) en 7 februari (vrije kür) streden negentien vrouwen uit veertien landen om de medailles.
r/m = rangschikking bij meerderheid, pc/rm = som van de meerderheidsplaatsingen, pc/9 = som plaatsingcijfers van alle negen juryleden (vet = beslissingsfactor)
| rang   | sporter(s)              | land | r/m                               | pc/rm | pc/9 | punten |
| ------ | ----------------------- | ---- | --------------------------------- | ----- | ---- | ------ |
| Goud   | Beatrix Schuba          | AUT  | 9x1 (1-1-1-1-1-1-1-1-1)           | 9     | 9    | 2751,5 |
| Zilver | Karen Magnussen         | CAN  | 6x2 (2-2-2-2-4-2-4-3-2)           | 12    | 23   | 2673,2 |
| Brons  | Janet Lynn              | USA  | 8x3 (3-3-3-3-3-3-3-2-4)           | 23    | 27   | 2663,1 |
| 4      | Julie Holmes            | USA  | 6x4 (4-4-5-7-2-4-2-4-7)           | 20    | 39   | 2627,0 |
| 5      | Zsuzsa Almássy          | HUN  | 5x5 (6-5-6-4-6-5-7-5-3)           | 22    | 47   | 2592,4 |
| 6      | Sonja Morgenstern       | GDR  | 6x6 (7-6-4-5-7-7-5-6-6)           | 32    | 53   | 2579,4 |
| 7      | Rita Trapanese          | ITA  | 8x7 (5-7-7-6-5-6-6-8-5)           | 47    | 55   | 2574,8 |
| 8      | Christine Errath        | GDR  | 9x9 (8-9-8-8-9-9-9-9-9)           | 78    | 78   | 2489,3 |
| 9      | Charlotte Walter        | SUI  | 5x9 (9-11-9-9-8-10-10-12-8)       | 43    | 86   | 2467,3 |
| 10     | Kazumi Yamashita        | JPN  | 5x10 (10-8-10-13-11-13-11-7-10)   | 45    | 93   | 2449,9 |
| 11     | Jean Scott              | GBR  | 5x11 (13-10-11-10-10-12-12-11-12) | 52    | 101  | 2436,8 |
| 12     | Suna Murray             | USA  | 8x12 (12-14-12-12-12-11-8-10-11)  | 88    | 102  | 2426,2 |
| 13     | Cathy Lee Irwin         | CAN  | 6x13 (11-13-13-11-13-8-14-16-17)  | 69    | 116  | 2383,4 |
| 14     | Isabel Duval de Navarre | FRG  | 5x14 (16-12-14-15-15-16-13-13)    | 66    | 128  | 2340,0 |
| 15     | Anita Johansson         | SWE  | 8x15 (15-15-16-14-15-14-13-15-14) | 115   | 131  | 2349,3 |
| 16     | Dianne de Leeuw         | NED  | 6x16 (14-16-15-16-17-17-15-18-15) | 91    | 143  | 2298,7 |
| 17     | Sonja Balun             | AUT  | 8x17 (17-18-17-17-16-16-17-14-16) | 130   | 148  | 2260,6 |
| 18     | Marina Sanaja           | URS  | 9x18 (18-17-18-18-18-18-18-17-18) | 160   | 160  | 2198,6 |
| 19     | Chang Myung-su          | KOR  | - (19-19-19-19-19-19-19-19-19)    | 171   | 171  | 2117,0 |

### Paren
Op 6 (verplichte kür) en 8 februari (vrije kür) streden zestien paren uit negen landen om de medailles.
r/m = rangschikking bij meerderheid, pc/rm = som van de meerderheidsplaatsingen, pc/9 = som plaatsingcijfers van alle negen juryleden (vet = beslissingsfactor)
| rang   | sporter(s)                            | land | r/m                               | pc/rm | pc/9 | punten |
| ------ | ------------------------------------- | ---- | --------------------------------- | ----- | ---- | ------ |
| Goud   | Irina Rodnina / Aleksej Oelanov       | URS  | 6x1 (1-1-1-1-1-2-1-2-2)           | 6     | 12   | 420,4  |
| Zilver | Ljoedmila Smirnova / Andrej Soerajkin | URS  | 9x2 (2-2-2-2-2-1-2-1-1)           | 15    | 15   | 419,4  |
| Brons  | Manuela Groß / Uwe Kagelmann          | GDR  | 7x3 (3-3-3-3-4-4-3-3-3)           | 21    | 29   | 411,8  |
| 4      | Alicia Starbuck / Kenneth Shelley     | USA  | 8x4 (5-4-4-4-3-3-4-4-4)           | 30    | 35   | 406,8  |
| 5      | Almut Lehmann / Herbert Wiesinger     | FRG  | 7x6 (4-5-5-6-5-6-7-6-8)           | 37    | 52   | 399,8  |
| 6      | Irina Tcherniaeva / Vassili Blagov    | URS  | 7x6 (6-6-7-5-7-5-6-5-5)           | 38    | 52   | 399,1  |
| 7      | Melissa Militano / Mark Miltano       | USA  | 5x7 (9,5-7-8-9-6-8-5-7-6)         | 31    | 65,5 | 393,0  |
| 8      | Anette Kansy / Axel Salzmann          | GDR  | 7x8 (7-9-6-7-8-7-8-9-7)           | 50    | 68   | 392,6  |
| 9      | Sandra Bezic / Val Bezic              | CAN  | 9x9 (8-8-10-10-10-9-10-10-9)      | 84    | 84   | 384,4  |
| 10     | Corinna Halke / Eberhard Rausch       | FRG  | 7x10 (11-10-9-11-9-10-9-8-10)     | 65    | 87   | 381,1  |
| 11     | Grażyna Kostrzewińska / Adam Brodecki | FRG  | 8x11 (9,5-11-11-8-12-11-11-11-11) | 83,5  | 95,5 | 377,8  |
| 12     | Barbara Brown / Doug Berndt           | USA  | 7x13 (14-13-12-12-11-13-12-14-13) | 86    | 114  | 366,9  |
| 13     | Florence Cahn / Jean Racle            | FRA  | 7x13 (13-14-13-13-13-12-14-12-12) | 88    | 116  | 364,5  |
| 14     | Linda Connolly / Colin Taylforth      | GBR  | 5x14 (12-15-14-15-15-14-13-13-15) | 66    | 126  | 360,6  |
| 15     | Mary Petrie / John Hubbell            | CAN  | 9x15 (15-12-15-14-14-15-15-15-14) | 129   | 129  | 358,5  |
| 16     | Kotoe Nagasawa / Hiroshi Nagakubo     | JPN  | - (16-16-16-16-16-16-16-16-16)    | 144   | 144  | 345,5  |

## Medaillespiegel

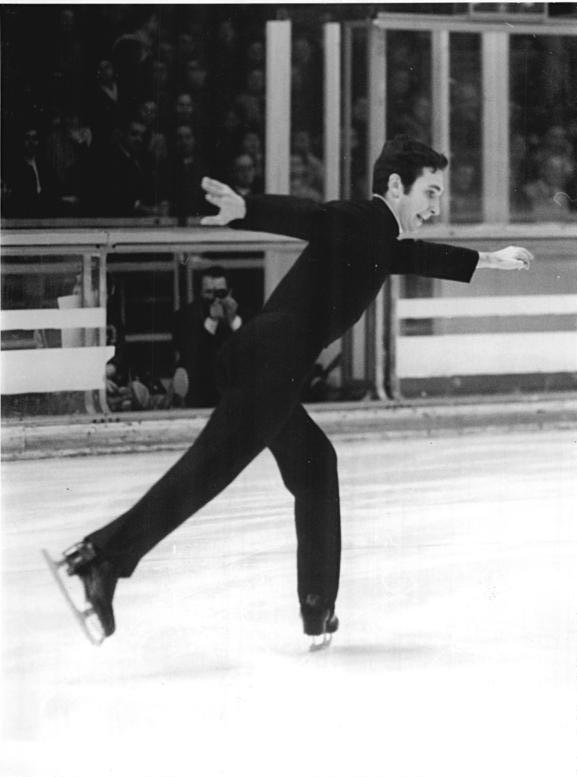
Patrick Péra, winnaar van brons

| rang | land              | Goud | Zilver | Brons | totaal |
| ---- | ----------------- | ---- | ------ | ----- | ------ |
| 1    | Sovjet-Unie       | 1    | 2      | 0     | 3      |
| 2    | Oostenrijk        | 1    | 0      | 0     | 1      |
| 2    | Tsjecho-Slowakije | 1    | 0      | 0     | 1      |
| 4    | Canada            | 0    | 1      | 0     | 1      |
| 5    | DDR               | 0    | 0      | 1     | 1      |
| 5    | Frankrijk         | 0    | 0      | 1     | 1      |
| 5    | Verenigde Staten  | 0    | 0      | 1     | 1      |
|      |                   | 3    | 3      | 3     | 9      |

Londen 1908 · 
Antwerpen 1920 · 
Chamonix 1924 · 
St. Moritz 1928 · 
Lake Placid 1932 · 
Garmisch-Partenkirchen 1936 · 
St. Moritz 1948 · 
Oslo 1952 · 
Cortina d'Ampezzo 1956 · 
Squaw Valley 1960 · 
Innsbruck 1964 · 
Grenoble 1968 · 
Sapporo 1972 · 
Innsbruck 1976 · 
Lake Placid 1980 · 
Sarajevo 1984 · 
Calgary 1988 · 
Albertville 1992 · 
Lillehammer 1994 · 
Nagano 1998 · 
Salt Lake City 2002 · 
Turijn 2006 · 
Vancouver 2010 · 
Sotsji 2014 · 
Pyeongchang 2018 · 
Peking 2022
Olympische medaillewinnaars
Alpineskiën · Biatlon · Bobsleeën · Kunstrijden · Langlaufen · Noordse combinatie · Rodelen · Schaatsen · Schansspringen · IJshockey